# Afrophantes
Genre
Afrophantes est un genre d'araignées aranéomorphes de la famille des Linyphiidae.

## Distribution
Les espèces de ce genre se rencontrent en écozone afrotropicale.

## Liste des espèces
Selon World Spider Catalog (version 26, 30/06/2025) :
- Afrophantes acuminifrons (Bosmans, 1978)
- Afrophantes biseriatus (Simon & Fage, 1922)
- Afrophantes bituberculatus (Bosmans, 1978)
- Afrophantes bryocola (Tanasevitch, 2025)
- Afrophantes chilalo (Tanasevitch, 2025)
- Afrophantes coomansi (Bosmans, 1979)
- Afrophantes kekenboschi (Bosmans, 1979)
- Afrophantes kenyensis (Bosmans, 1979)
- Afrophantes legatus (Tanasevitch, 2025)
- Afrophantes maesi (Bosmans, 1986)
- Afrophantes obtusicornis (Bosmans, 1979)
- Afrophantes tropicalis (Tullgren, 1910)
- Afrophantes tullgreni (Bosmans, 1978)

## Systématique et taxinomie
Ce genre a été décrit par Tanasevitch en 2025 dans les Linyphiidae.

## Publication originale
- Tanasevitch, 2025 : « A new genus for the tropicalis species-group of Lepthyphantes Menge, 1866 sensu lato (Linyphiidae: Micronetinae). » Invertebrate Zoology, vol. 22, no 2, p. 360-366.